# Trà Long Tỉnh
Bài này nói về một loại trà xanh, về một địa danh cùng tên ở Trung Quốc xem bài Long Tỉnh

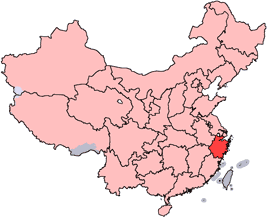

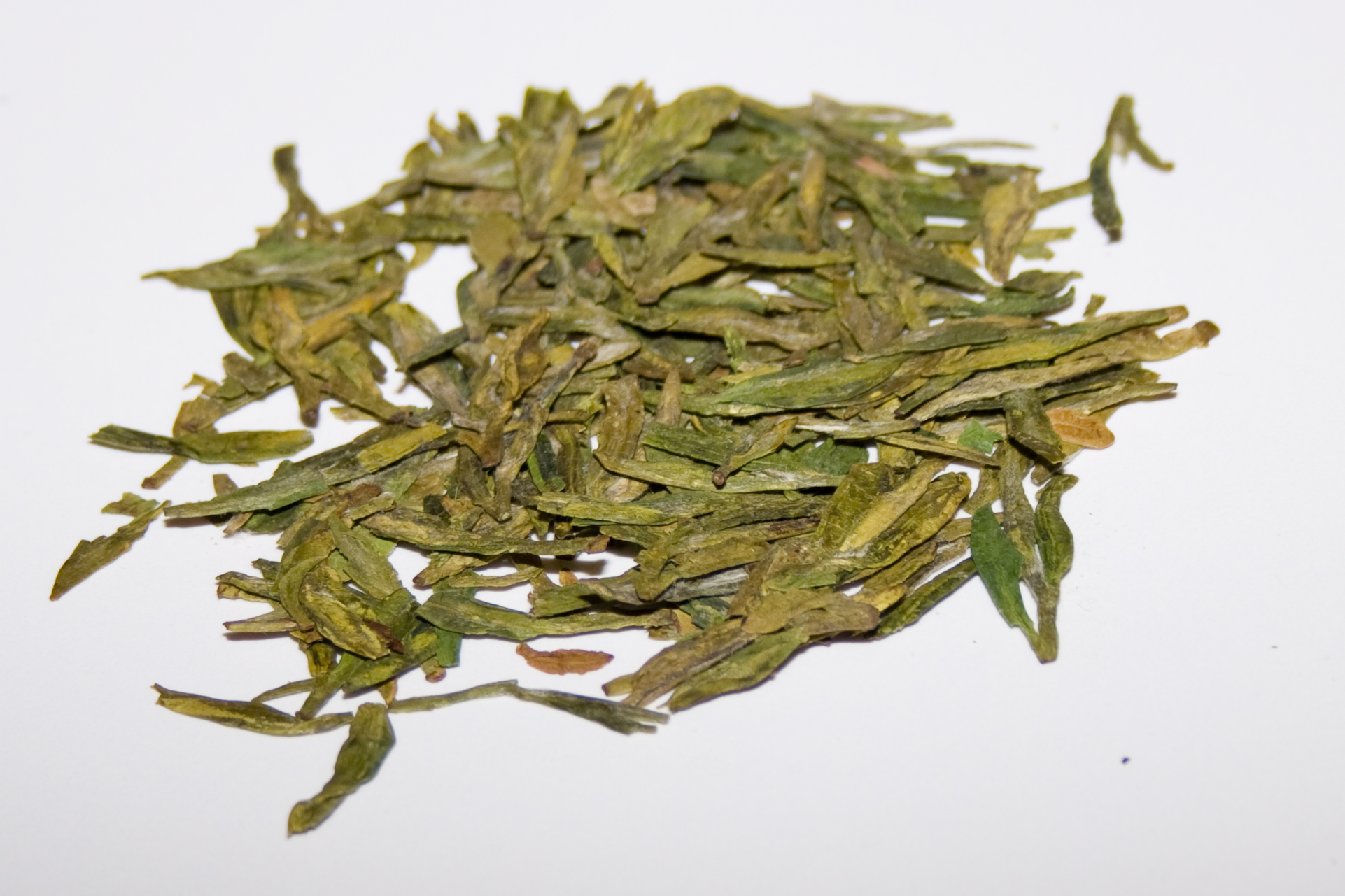
Trà Long Tỉnh

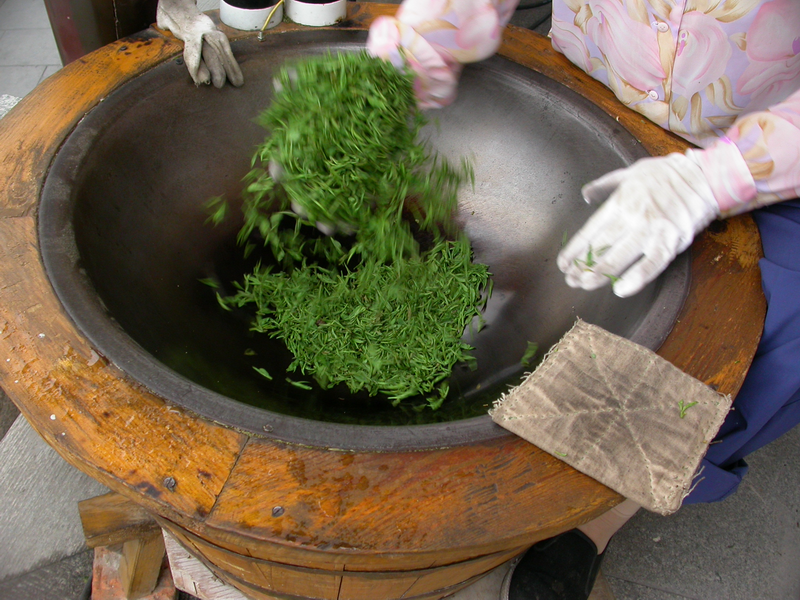
Xao (sấy) trà bằng tay

Trà Long Tỉnh (tiếng Hán giản thể: 龙井茶; phồn thể: 龍井茶, bính âm: lóngjǐngchá) là một loại trà xanh nổi tiếng của Hàng Châu, tỉnh Chiết Giang, Trung Quốc. Hầu như được chế biến bằng tay theo phương thức truyền thống và nổi tiếng vì có chất lượng rất cao. Trà Long Tỉnh được chia thành 7 hạng khác nhau: loại cao cấp, loại đặc biệt, và các loại từ 1 đến 5.
Giống như hầu hết các loại trà xanh khác, lá trà Long Tỉnh được xao khô để tránh quá trình lên men. "Quá trình lên men" ở đây được hiểu là quá trình những lá trà tươi sau khi hái dần mất đi mùi vị trà, kết quả của quá trình oxy hóa do các enzyme. Sự oxy hóa này bị ngăn chặn bằng việc sấy và làm bay hơi nước trong lá trà trước khi nó hoàn toàn bị héo. Khi được ngâm vào nước, lá trà Long Tỉnh sinh ra màu vàng xanh lá cây, mùi thơm dịu, vị đậm, có chứa Vitamin C và amino acid.

## Lịch sử
Trà Long Tỉnh nghĩa là trà giếng rồng, được chế biến tại Hàng Châu. Nơi đây thiên nhiên rất đặc trưng, khí hậu mát mẻ, nguồn nước dồi dào, do đó trở thành một nơi rất thích hợp cho trà xanh sinh trưởng.
Trà Long Tỉnh được vua Khang Hy thời Mãn Thanh phong là hoàng trà, loại trà biểu trưng cho hoàng đế.
Cũng có tương truyền, vua Càn Long từng ghé thăm một vườn trà Long Tỉnh. Thoạt đầu khi thử trà, vua Càn Long chưa ấn tượng... nhưng rồi một lúc sau ngài cảm thấy hậu vị thanh ngọt ngấm trong cổ và rất thích. Cũng từ đó trà Long Tỉnh trở thành phẩm vật tiến cung... Tên của trà theo truyền thuyết cũng do vua Càn Long đặt, khi ông nhìn xuống một giếng nước gần đó và thấy bóng của cây trà lung linh dưới nước, giống hình một con rồng đang bay lượn trong giếng, nên Càn Long đặt tên là Long Tỉnh Trà.
Ngày nay, trà Long Tỉnh trở thành một thứ trà rất thời thượng của dân uống trà. Nó cũng vẫn thường được coi là quốc trà của Trung Quốc và là loại đồ uống yêu thích của các nhà lãnh đạo Trung Quốc; đồng thời cũng thường xuyên được dùng để mời các vị khách quý cấp quốc gia.

## Đặc trưng

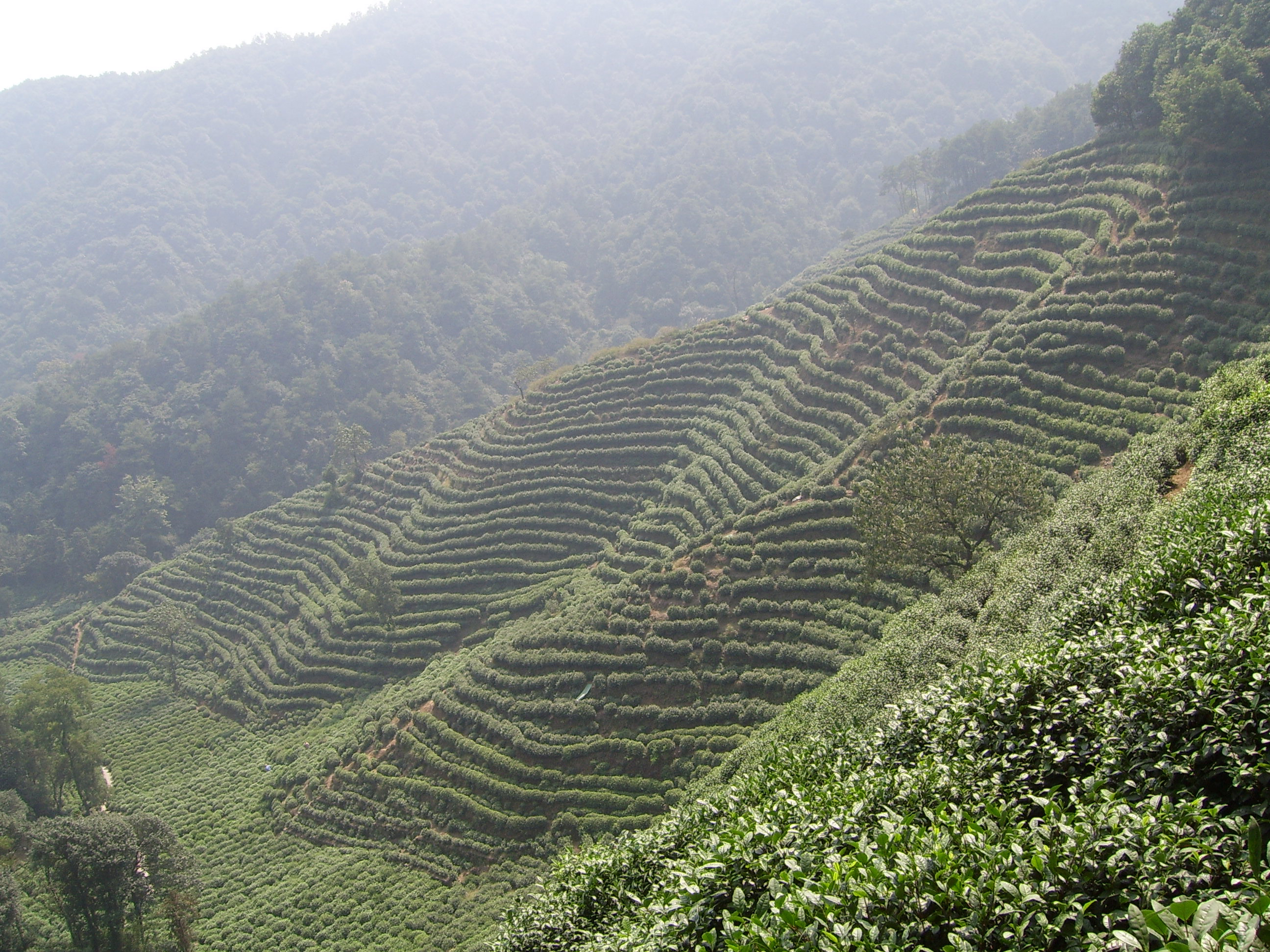
Vườn trà tại Hàng Châu

Trung bình mỗi hộp trà Long Tỉnh có khoảng 25.000 đọt lá. Người ta thường phải hái trà vào buổi sáng. Công việc sấy trà cũng rất khác biệt, người làm công việc này không dùng bất kỳ một dụng cụ nào ngoài hai bàn tay của họ.
Trà Long Tỉnh hương thơm đậm, ngọt, nước trà màu vàng nhạt ánh xanh, vị ngọt bùi giống như hạt dẻ hoặc lá cải phơi khô. Dư vị ngọt và bền. Trà Long Tỉnh thường được đựng trong hộp giấy sang trọng để dùng làm quà tặng cao cấp cho giới thượng lưu ở Bắc Kinh.

## Các loại trà Long Tỉnh
Tây Hồ Long TỉnhLà loại tiêu chuẩn theo quy ước tên gọi, bởi Tây Hồ là nơi loại trà đặc thù này phát triển. Loại trà Long Tỉnh này được xếp vào một trong những loại trà nổi tiếng Trung Quốc, sinh sôi và phát triển trong một vùng xác định rộng khoảng 168 km² ở tỉnh Chiết Giang gần Tây Hồ. Trong lịch sử, Long Tỉnh Tây Hồ được chia làm bốn loại cho 4 vùng nhỏ hơn là: Sư (Sư Tử), Long (Rồng), Vân (Mây), và Hổ. Nhưng theo thời gian, sự phân biệt này dần bị quên lãng, cho đến hiện nay được sửa lại thành các loại trà Sư Phong Long Tỉnh, Mai Gia Long Tỉnh và tên gọi chung là Tây Hồ Long Tỉnh. Tuy nhiên giới sành điệu vẫn xem loại trà Sư Tử là "crème de la crème", thượng hảo hạng.
Long Tỉnh trước Thanh MinhLoại trà được uống vào những tháng đầu tiên trong năm trước tiết thanh minh. Được làm từ những ngọn trà rất non hái trước tiết Thanh minh, ngày 5 tháng 4 hàng năm. Chu trình chế biến diễn ra rất ngắn, chỉ trước Thanh minh hàng năm 10 ngày. Trà được hái sau thời điểm này là loại trà thuộc cấp thấp tên là Vũ Tiền Long Tỉnh (雨前龍井) - Long Tỉnh trước mưa. Trong 10 ngày ngắn ngủi, những nhánh trà non trên đỉnh cây trà sẽ chỉ được hái bởi những người hái có kinh nghiệm, sau đó được chế biến rất đặc biệt; do đó, Long Tỉnh trước Thanh Minh luôn đắt hơn những loại trà Long Tỉnh thông thường.
Sư Phong Long TỉnhMột loại trong nhóm Tây Hồ Long Tỉnh, được trồng ở đỉnh Sư Tử. Loại trà này được đánh giá là loại trà có chất lượng cao nhất Trung Quốc; có vị tươi, hương thơm nồng và lưu lại rất lâu, có sắc xanh hơi vàng. Vị tươi mát, hương thơm đậm và bền. Lá trà dẹp, màu xanh nhạt. Một số người làm trà không đứng đắn đã làm giả màu trà này để bán trà với giá cao.
Mai Gia Ô Long TỉnhMột loại trong nhóm Tây Hồ Long Tỉnh. Loại trà này nổi tiếng với màu xanh ngọc bích rất hấp dẫn. Những hàng trà đầu tiên năm 2005 có thể được bán với giá 6000 Nhân dân tệ 1 kg trực tiếp từ người trồng.
Bạch Long TỉnhKhông phải là một loại trà Long Tỉnh thật sự nhưng có những nét giống đặc tính thông thường của Long Tỉnh. Loại trà này có xuất xứ từ An Cát, thuộc tỉnh Chiết Giang. Được chế biến từ những năm 80 thế kỷ trước từ một loại cây trà trắng và do đó rất khác thường, nhiều người nói răng nó chứa hàm lượng amino acid cao hơn các loại trà xanh thông thường.
Tiền Đường Long TỉnhLoại trà này sinh trưởng ngày ngoài vùng loại trà Tây Hồ Long Tỉnh sinh sống, tại Tiền Đường. Loại trà này không cao cấp bằng loại trà Tây Hồ.